# Narbutivka, Hluhiv
Narbutivka (în ucraineană Нарбутівка) este un sat în comuna Pervomaiske din raionul Hluhiv, regiunea Sumî, Ucraina.

## Demografie
Componența lingvistică a localității Narbutivka
     Ucraineană (100%)
Conform recensământului din 2001, toată populația localității Narbutivka era vorbitoare de ucraineană (100%).